# Travesura y reposo (John William Godward)
Travesura y reposo (en inglés, Mischief and Repose) es una de las obras más representativas del pintor John William Godward. Está pintada al óleo sobre lienzo y sus dimensiones son de 60,6 x 133 cm. Tras pasar por varios coleccionistas particulares de Londres, fue adquirida por el empresario estadounidense Jean Paul Getty en julio de 1938. Existe otra versión muy posterior (óleo sobre lienzo, 38,4 x 76,9 cm), de 1909.
Para su realización, posaron las hermanas Hetty (izda.) y Lily Pettigrew (dcha.), quienes aparecen en varias composiciones del autor, especialmente entre 1887 y 1900.

## Análisis de la obra

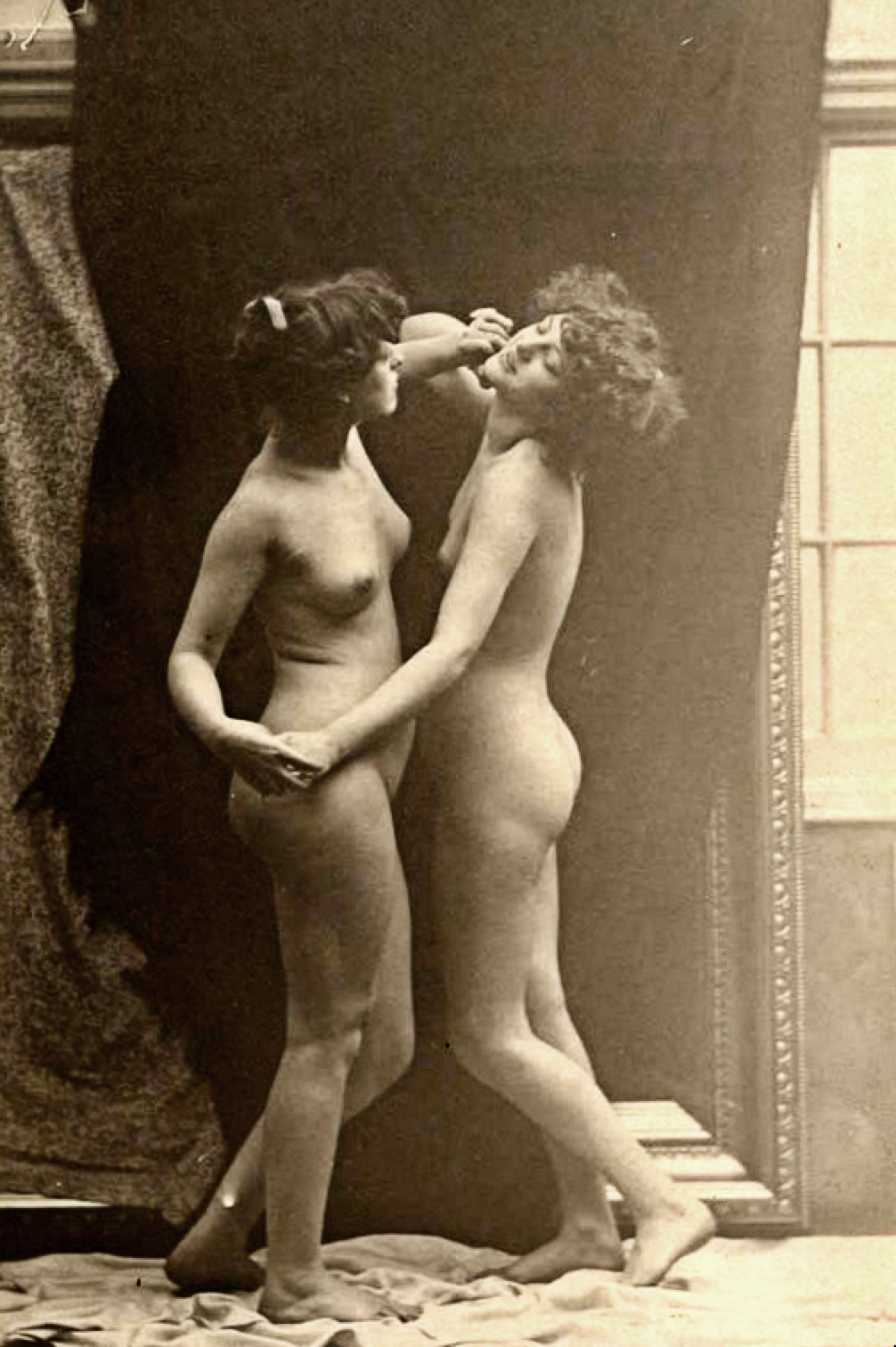
Hetty Lily Pettigrew en 1891.

De formato horizontal, la sencilla composición tiene como protagonistas a dos jóvenes (algo poco habitual en la obra de Godward), propias del mundo grecorromano.
La de la derecha sostiene con los dedos el alfiler que muy probablemente sujetaba el vestido de su compañera (el suyo, muy decorado, aparece delante de sus rodillas junto a una banda de tela de tonos grisáceos), que acerca a su rostro, dormida cómodamente sobre una piel de tigre –muy típica del artista–, colocada a su vez sobre un banco revestido de mármol blanco. Dominan las coloraciones verdosas y azuladas, con matices terrosos, que sitúan la escena en un contexto sereno e impasible, alejado del espectador.
En cuanto a la indumentaria, ambas aparecen vestidas con el tradicional quitón (χιτών) de las mujeres de la Antigua Grecia, tan sumamente vaporosos que dejan prácticamente todo el cuerpo a la vista.